# Zelandoptila yuccabina
Zelandoptila yuccabina là một loài Trichoptera trong họ Psychomyiidae. Chúng phân bố ở miền Australasia.